# Xanthochilus saturnius
Xanthochilus saturnius är en insektsart som först beskrevs av Rossi 1790.  Xanthochilus saturnius ingår i släktet Xanthochilus och familjen Rhyparochromidae. Inga underarter finns listade i Catalogue of Life.